# Warmińsko-Mazurskie Muzeum Pożarnictwa w Lidzbarku
Warmińsko-Mazurskie Muzeum Pożarnictwa z siedzibą w Lidzbarku powstało 21 maja 1972 jako Muzeum OSP Lidzbark. Eksponaty prezentują historię rozwoju techniki pożarniczej i dzieje lidzbarskich strażaków.